# Torsten Lord
Torsten Hjalmar Lord (* 2. März 1904 in Nacka; † 4. Februar 1970 in Lidingö) war ein schwedischer Segler.

## Erfolge
Torsten Lord, der für den Kungliga Svenska Segelsällskapet segelte, nahm in der 6-Meter-Klasse an drei Olympischen Spielen teil. 1936 segelte er bei den Spielen in Berlin unter Sven Salén auf der May Be und erzielte mit unter anderem zwei Siegen in sieben Wettfahrten 62 Gesamtpunkte. Die May Be, deren übrige Besatzung aus Lennart Ekdahl, Martin Hindorff und Dagmar Salén bestand, schloss die im Olympiahafen Düsternbrook in Kiel stattfindende Regatta somit auf dem dritten Platz hinter Großbritannien und Norwegen ab. Auch bei den Olympischen Spielen 1948 in London gewann Lord Bronze. Mit der Ali-Baba II sicherte er sich gemeinsam mit Skipper Tore Holm sowie Karl-Robert Ameln, Martin Hindorff und Gösta Salén hinter dem US-amerikanischen und dem argentinischen Boot den dritten Rang. 1952 segelte er wiederum unter Sven Salén auf der May Be VII, verpasste als Vierter allerdings dieses Mal knapp einen weiteren Medaillengewinn. Mit 3773 Punkten blieb das schwedische Boot lediglich 171 Punkte hinter den drittplatzierten Finnen auf der Ralia.